# Александрович, Владимир Осипович
Влади́мир Ио́сифович (Осипович) Александро́вич (1870—1919) — русский военный деятель, генерал-майор (1917). Герой Первой мировой войны.

## Биография
Из потомственных дворян Волынской губернии. Православного вероисповедания.
1 сентября 1890 года, после окончания Киевского Владимирского кадетского корпуса, вступил в военную службу юнкером Александровского военного училища (г. Москва). В 1892 году, по окончании училища по 1-му разряду, произведен из юнкеров в подпоручики, со старшинством в чине с 04.08.1891, и выпущен в 132-й пехотный Бендерский полк (г. Киев); младший офицер.
14 сентября 1893 года — переведен в Лейб-гвардии Литовский полк (г. Варшава) подпоручиком гвардии, со старшинством с 04.08.1892. За выслугу лет 06.12.1896 был произведен в поручики гвардии, затем, 06.12.1900, — в штабс-капитаны гвардии, и 29.10.1904 — в капитаны гвардии. С сентября 1903 года — командир роты Лейб-гвардии Литовского полка. Окончил курс Офицерской стрелковой школы успешно.
20 июня 1910 года был переведен в 17-й пехотный Архангелогородский полк (г. Житомир), с переименованием в подполковники; командовал ротой.
6 декабря 1912 года произведен, на вакансию, в полковники, с переводом в 167-й пехотный Острожский полк (г. Черкассы) 42-й пехотной дивизии. Назначен командиром батальона, с 21 декабря 1913 года — младший помощник командира полка.
На декабрь 1913 года — был женат на уроженке Лифляндской губернии православного вероисповедания, имел двух дочерей 1897 и 1898 годов рождения.
2 апреля 1914 года — переведен в 165-й пехотный Луцкий полк той же 42-й пехотной дивизии (г. Киев), в составе которого в июле 1914 года выступил в поход на Первую мировую войну.
15 мая 1915 года — назначен командиром 208-го пехотного Лорийского полка 52-й пехотной дивизии действующей армии. 24.06.1915, в бою у деревни Пяски Шляхецки, был контужен и эвакуирован в дивизионный лазарет. Был награждён орденами, в том числе орденом Святого Владимира 3-й степени с мечами, и Георгиевским оружием. 24.11.1916 ему было даровано старшинство в чине полковника — с 06.12.1910.
12 апреля 1917 года полковник Александрович, Владимир Осипович, был назначен командующим бригадой 162-й пехотной дивизии.
24 июля 1917 года, за отличия по службе, произведен в генерал-майоры, с утверждением в занимаемой должности.
4 августа 1917 года — отчислен, за болезнью, от занимаемой должности, с назначением в резерв чинов при штабе Киевского военного округа.
После Октябрьской революции, в 1918 году, служил в армии Украинской державы — генеральный хорунжий, командир кадрированной 12-й пехотной дивизии.
После ликвидации Гетманата, Владимир Осипович Александро́вич был арестован повстанцами и 25 января 1919 года, по решению местного коменданта, расстрелян в Лубнах за активное участие в подавлении антигерманского и антигетманского Таращанско-Звенигородского восстания, организованного летом 1918 года украинскими большевиками и левыми эсерами.

## Награды
- Медаль «В память царствования императора Александра III» (1896)
- Орден Святого Станислава 3-й степени (ВП от 06.12.1905)
- Орден Святой Анны 3-й степени (ВП от 31.12.1909)
- Медаль «В память 100-летия Отечественной войны 1812» (1912)
- Орден Святого Станислава 2-й степени (06.12.1912; ВП от 21.03.1913)
- Медаль «В память 300-летия царствования дома Романовых» (1913)
- Орден Святой Анны 2-й степени (ВП от 24.05.1915)
- Орден Святого Владимира 4-й степени (ВП от 23.05.1915)
- Орден Святого Владимира 3-й степени с мечами (ВП от 13.01.1916)
- Мечи и бант к ордену Святого Владимира 4-й степени (ВП от 25.10.1916)
- Орден Святой Анны 4-й степени с надписью «За храбрость» (ВП от 31.12.1916)
- Георгиевское оружие (ПАФ от 25.11.1917), — …за то, что в бытность командиром 208-го Лорийского пехотного полка проявил во главе своего полка храбрость в делах против немецкий частей.